# Stockholm Open 2022
Stockholm Open 2022 là một giải quần vợt nam chuyên nghiệp thi đấu trên mặt sân cứng trong nhà. Đây là lần thứ 53 giải đấu được tổ chức, và là một phần của ATP Tour 250 trong ATP Tour 2022. Giải đấu diễn ra tại Kungliga tennishallen ở Stockholm, Thụy Điển từ ngày 17 đến ngày 23 tháng 10 năm 2022.

## Nội dung đơn

### Hạt giống
| Quốc gia | Tay vợt            | Xếp hạng1 | Hạt giống |
| -------- | ------------------ | --------- | --------- |
| GRE      | Stefanos Tsitsipas | 6         | 1         |
| GBR      | Cameron Norrie     | 10        | 2         |
| USA      | Frances Tiafoe     | 17        | 3         |
| CAN      | Denis Shapovalov   | 20        | 4         |
| AUS      | Alex de Minaur     | 23        | 5         |
| BUL      | Grigor Dimitrov    | 24        | 6         |
| DEN      | Holger Rune        | 27        | 7         |
| USA      | Tommy Paul         | 30        | 8         |

- Bảng xếp hạng vào ngày 10 tháng 10 năm 2022 [3]

### Vận động viên khác
Đặc cách:
- Leo Borg
- Stefanos Tsitsipas
- Elias Ymer

Miễn đặc biệt:
- Mikael Ymer

Vượt qua vòng loại:
- Antoine Bellier
- Jason Kubler
- Lukáš Rosol
- Alexander Shevchenko

### Rút lui
Trước giải đấu
- Nikoloz Basilashvili → thay thế bởi  J. J. Wolf
- Taylor Fritz → thay thế bởi  Cristian Garín

## Nội dung đôi

### Hạt giống
| Quốc gia | Tay vợt           | Quốc gia | Tay vợt           | Xếp hạng1 | Hạt giống |
| -------- | ----------------- | -------- | ----------------- | --------- | --------- |
| ESA      | Marcelo Arévalo   | NED      | Jean-Julien Rojer | 11        | 1         |
| GER      | Tim Pütz          | NZL      | Michael Venus     | 18        | 2         |
| GBR      | Lloyd Glasspool   | FIN      | Harri Heliövaara  | 36        | 3         |
| MEX      | Santiago González | ARG      | Andrés Molteni    | 74        | 4         |

- Bảng xếp hạng vào ngày 10 tháng 10 năm 2022

### Vận động viên khác
Đặc cách:
- Filip Bergevi /  Petros Tsitsipas
- Leo Borg /  Simon Freund

Thay thế:
- Pavel Kotov /  Alexander Shevchenko

### Rút lui
- William Blumberg /  Tommy Paul → thay thế bởi  Cameron Norrie /  Tommy Paul
- Jonathan Eysseric /  Constant Lestienne → thay thế bởi  Jonathan Eysseric /  Quentin Halys
- André Göransson /  Ben McLachlan → thay thế bởi  Ben McLachlan /  John-Patrick Smith
- Nikola Mektić /  Mate Pavić → thay thế bởi  Roman Jebavý /  Adam Pavlásek
- Tim Pütz /  Michael Venus → thay thế bởi  Pavel Kotov /  Alexander Shevchenko
- Rajeev Ram /  Joe Salisbury → thay thế bởi  Robert Galloway /  Hans Hach Verdugo

## Nhà vô địch

### Đơn
- Holger Rune đánh bại  Stefanos Tsitsipas, 6–4, 6–4

### Đôi
- Marcelo Arévalo /  Jean-Julien Rojer đánh bại  Lloyd Glasspool /  Harri Heliövaara, 6–3, 6–3